# Vittorio Colao
Vittorio Colao (Brescia, 3 ottobre 1961) è un dirigente d'azienda e politico italiano.
È stato ministro per l'innovazione tecnologica e la transizione digitale nel governo Draghi (2021-2022).

## Biografia
Nato a Brescia da famiglia di origine calabrese, si è laureato in economia aziendale alla Università commerciale Luigi Bocconi e ha ottenuto un Master in Business Administration presso l'Università di Harvard. Ha svolto il servizio militare come Sottotenente dell'Arma dei Carabinieri, ma si è formato come Allievo Ufficiale di Complemento degli Alpini, frequentando il 116 Corso AUC della SMALP di Aosta dal luglio al dicembre 1984. Ha iniziato la sua carriera lavorando a Londra presso la banca d'affari Morgan Stanley. Ha lavorato poi per dieci anni negli uffici di Milano della società McKinsey & Company.
Nel 1996 diviene direttore generale di Omnitel Pronto Italia (oggi Vodafone Italia). Nel 1999 è nominato amministratore delegato di Vodafone Omnitel (divisione italiana). Nel 2001 diventa CEO regionale di Vodafone per l'Europa meridionale. Nel 2002 diventa membro del consiglio di amministrazione della società, e nel 2003 è nominato CEO regionale per Europa meridionale, Medio Oriente e Africa.
Nel 2004 lascia Vodafone per diventare amministratore delegato di Rcs MediaGroup, incarico che ricopre fino al 2006. Nell'ottobre 2006 ritorna in Vodafone come vice amministratore delegato a capo della divisione Europa.
Il 29 luglio 2008 sostituisce Arun Sarin come amministratore delegato di Vodafone.
Nel 2015 è nominato amministratore non esecutivo di Unilever.
Il 15 maggio 2018 Colao annuncia le dimissioni dal Vodafone Group Plc; viene sostituito come amministratore delegato da Nick Read, attuale direttore finanziario della compagnia. Dal 2019 fa parte del comitato direttivo (Board of Directors) della società di telefonia wireless Verizon.
Ad aprile 2020 viene designato dal governo Conte II per guidare la task force della cosiddetta "Fase 2" per la ricostruzione economica del Paese dopo la pandemia di COVID-19.
Il 13 febbraio 2021 viene nominato ministro per l'innovazione tecnologica e la transizione digitale nel governo Draghi; il 26 agosto 2021 ha ricevuto anche la delega, precedentemente assegnata al sottosegretario Bruno Tabacci, alle politiche spaziali e aerospaziali. Su sua proposta è stata istituita la Giornata nazionale dello spazio, da celebrare il 16 dicembre (in ricordo del lancio del San Marco 1, primo satellite artificiale italiano).
Il 16 gennaio 2024, la University of Bath gli conferisce il titolo di Doctor of Law - Honoris Causa , per i suoi contributi allo sviluppo economico e tecnologico.